# Йоффе Надія Адольфівна
Надія Адольфівна Йоффе (рос. Надежда Адольфовна Иоффе, 1906, Берлін — 18 березня 1999, Бруклін, Нью-Йорк) — дочка Адольфа Йоффе. За прихильність до Троцького провела в тюрмах і засланні сукупно 27 років.

## Біографія
В 1923 році приєдналася до лівої опозиції в РКП(б) і ВКП(б). Вперше була засуджена до заслання в 1929 році. Вдруге була заарештована 1936 року під час Великого Терору та заслана до Колими, де її перший чоловік був розстріляний у 1938 році. Вона була останньою людиною, яка бачила першу дружину Троцького, Олександру Соколовську, живою у 1938 році на Колимі.
|               | Деякі сиділи за належність до різних політичних угруповань, але таких було мало. Більшість — за чоловіка, за брата, за друга, за розмови, за анекдоти, за те, що прочитали не ту книжку, похвалили не ту п'єсу, тобто ні за що. Я належала до меншої частини — я сиділа «за що». |
| — Надія Йоффе | |

20 серпня 1949 року була арештована, як потенційна «повторниця».
|               | Я намагалася зрозуміти – чому мене взяли. Якщо, перебуваючи на Колимі, я ще іноді зустрічалася з колишніми зеками, товаришами по табору, то останні три роки я ні з ким не бачилася й не листувалася. Але хіба в цьому справа! Я прекрасно знала, якщо вийшло розпорядження брати якусь категорію людей, то їх будуть брати, хоча й немає для цього ніяких підстав. До речі, так воно і сталося. Прийшов новий міністр Абакумов і вирішив, імовірно, залишити слід в історії: створити так званих «повторників», тобто взяти тих, хто відбував строк у 30-х роках і вцілів. |
| — Надія Йоффе | |

9 квітня 1950року їй повідомили вирок — заслання на поселення до Красноярського краю. Була реабілітована в 1956 році, тоді ж і повернулася до Москви.
Написала книгу мемуарів «Время назад: Моя жизнь, моя судьба, моя эпоха», яку надрукували 1992 року. Емігрувавши до Сполучених Штатів, також працювала над біографією свого батька.
Померла 18 березня 1999 року у віці 92 років.